# Eois dibapha
Eois dibapha là một loài bướm đêm trong họ Geometridae.